# Fallout (Computerspielreihe)
Fallout (engl. für Radioaktiver Niederschlag) ist eine Computer-Rollenspiel-Serie, die 1997 mit dem von Interplay Entertainment entwickelten und vertriebenen Spiel Fallout startete. Die Welt von Fallout zeichnet ein düsteres Alternativszenario der Erde des 22. und 23. Jahrhunderts, nachdem im Jahr 2077 ein Atomkrieg weite Teile der Welt zerstört hat. Seit April 2007 befinden sich sämtliche Rechte an Fallout im Besitz von Bethesda Softworks. Im April 2024 erschien eine gleichnamige Fernsehserie, die an die Computerspielreihe angelehnt ist, wobei für Kenner der Spieleserie viele Referenzen und Anspielungen dort vorhanden sind.

## Spielwelt

### Hintergrund
Die Welt von Fallout ist eine düstere Zukunftsvision der Erde und zeichnet ein Alternativszenario der Geschichte seit dem Ende des Zweiten Weltkriegs. So wurden seit den 1950er bis in die 2070er Jahre sowohl atomar betriebene Kraftfahrzeuge (z. B Corvega Blitz, Fusion Flea, Chryslus Cerry Bomb), Luft- und Raumfahrzeuge (Jetliner, Vertibird, Stingray Deluxe), technisch sehr hochentwickelte Roboter für häusliche, arbeits- bzw. militärische Zwecke (Mr. Handy, Protektron, Aggressotron), Exoskelette, die mit zusätzlichen Rüstungsteilen an Kopf, Rumpf und Gliedmaßen ausgestattet werden können, sogenannte Powerrüstung, Handfeuerwaffen kurz oder lang mit Laser, Plasma wie auch ferromagnetischer Technik (Gausskanone) sowie handliche Atombombenwerfer (Fatman) entwickelt, während andere kulturelle, gesellschaftliche, politische und technische Bereiche über 100 Jahre lang praktisch auf dem Stand der späten 1950er frühen 1960er Jahre stehenblieben. Der Transistor wurde erst spät erfunden, Vakuumröhren waren allgegenwärtig, wodurch er sich erst langsam verbreitete und die Computertechnik grob und eher primitiv blieb. Rechner hatten im Jahre 2077 immer noch Monochrombildschirme wie auch der Pipboy. Dazu gelang es nicht, den Ressourcenverbrauch durch industrielle Effizienzsteigerungen zu verringern, was zu Rohstoffknappheit und schließlich Krieg führte. Zwar gelang es, Kernfusion zu ermöglichen, die Umstellung auf diese Technologie erfolgte jedoch nur im begrenzten Maße. Der daraus resultierende „Ressourcenkrieg“ begann im April 2052. Zwischenstationen in diesem Konflikt waren beispielsweise die Annexion Kanadas seitens der USA, der Angriff Chinas auf Alaska und die Invasion Chinas durch die USA. Die letzte Station jener Auseinandersetzung mündete in einem zweistündigen Atomkrieg zwischen den Hauptgegnern USA und China, durch den der größte Teil der Erdoberfläche zerstört wurde. Dieses Ereignis begann und endete am 23. Oktober 2077 und wurde später nur noch als der Große Krieg bezeichnet.

Logo des fiktiven Atomschutzbunkerherstellers Vault-Tec

Während einige zehntausend Menschen in unterirdischen, strahlungsgeschützten Bunkern, den sogenannten Vaults, die von der Firma Vault-Tec erbaut wurden, Zuflucht fanden, fiel ein Großteil der an der Oberfläche verbliebenen Bevölkerung den Atombomben und dem daraus resultierenden radioaktiven Fallout zum Opfer, dem die Spieleserie ihren Namen verdankt. Viele der von der Außenwelt vollkommen unabhängigen Vaults scheiterten jedoch ebenfalls, die wenigen übrigen blieben teils jahrzehntelang verschlossen, bis ihre Bewohner sie das erste Mal wieder verließen und damit begannen, die Oberfläche zu erkunden. Unter den Überlebenden an der Oberfläche war es im Laufe der Jahrzehnte, in denen sie der andauernden ionisierenden Strahlung ausgesetzt waren, zu zahlreichen Mutationen gekommen. Viele der Überlebenden bildeten im Laufe der Zeit zahlreiche kleinere oder größere Clans, Stämme und Gemeinschaften, die besseren Schutz gegen Feinde, eine effektivere Zusammenarbeit und somit eine höhere Überlebenschance in der verwüsteten Welt bieten. Die Spielwelt ist geprägt von einem gewalttätigen Überlebenskampf ihrer Bewohner und zahlreichen mühsamen Versuchen einer örtlich begrenzten Rekultivierung und Rezivilisierung innerhalb der zerstörten, teilweise noch immer radioaktiv verseuchten Umwelt.

Logo des fiktiven Getränkeherstellers Nuka Cola

Die Handlungen der Spiele schildern Ereignisse des 21, 22. und 23. Jahrhunderts an verschiedenen Orten auf dem Gebiet der ehemaligen Vereinigten Staaten. Unterschiedliche neu gebildete politische Organisationen konkurrieren untereinander um die Ausdehnung ihres Einflussbereichs und damit verbunden die Verbreitung ihrer politischen Ideologien. Sie befinden sich dabei auch regelmäßig im Konflikt mit anderen, meist kleinen, unabhängigen Stämmen und zahlreichen lokalen Verbrechensorganisationen, die die verbliebenen Bewohner des amerikanischen Ödlandes terrorisieren. Ein weiteres Spannungsfeld sind die Konflikte zwischen Menschen und Mutanten. Als Zahlungsmittel werden in der postapokalyptischen Gesellschaft fast ausschließlich Kronkorken der Marke des Getränkeherstellers Nuka-Cola verwendet.
Das Leitthema der Serie lautet seit Beginn „Krieg, Krieg bleibt immer gleich (War, war never changes).“ Stilistisch verbindet sie futuristische Technik mit der amerikanischen Alltagskultur der 1950er Jahre. Die veröffentlichten Spiele zeichnen sich mehrheitlich durch ihren ausgeprägten schwarzen Humor und einer offenen Spielwelt mit großer Handlungsfreiheit aus. Die Serie nimmt die Zukunftsvisionen der 1950er-Jahre auf die Schippe, als die Atomkraft als Lösung für alle Probleme der Menschheit angesehen wurde.

### Wichtige Gruppierungen

#### Stählerne Bruderschaft (alle Fallout-Teile)
Die Wurzeln der Stählernen Bruderschaft (englisch Brotherhood of Steel) liegen im US-Militär. Sie wurde von Captain Roger Maxson nach dem Großen Krieg im kalifornischen Regierungsbunker in Lost Hills gegründet und sieht sich selbst als modernen Ritterorden, der sich der Konservierung und Kontrolle von Wissen und Hochtechnologie verschrieben hat. Sie bildet im Lauf der Jahre mehrere Ableger: Die originale Bruderschaft an der Westküste besteht nahezu ausschließlich aus den nicht-mutierten Nachkommen ehemaliger Soldaten und Wissenschaftlern. Sie lehnt Mutanten ab und verschließt sich Außenstehenden gegenüber weitestgehend. Weiterhin ist sie nicht zur Teilung ihres Wissens bereit, da sie den Bewohnern des Ödlandes mangelndes Verantwortungsbewusstsein unterstellt. Allerdings wurde ihnen ihre isolationistische Haltung bereits mehrfach zum Verhängnis, insbesondere durch den Wiederaufstieg der Enklave sowie den wachsenden Einfluss der RNK, sodass die Bruderschaft letztendlich doch auf Hilfe von außen angewiesen war, weshalb es innerhalb der Verbände vereinzelt kritische Stimmen gibt, welche ein Ende der Abschottung fordern. Ihre Mitglieder teilen sich auf drei Orden auf – Wissenschaftler, Krieger und Paladine. Jeder Verband wird von einem Ältesten und den Obersten Paladinen geführt. Grundsätzlich kann nur ein Paladin Ältester werden, eine der wenigen Ausnahmen war Elijah im Mojave-Verband.
Zwei weitgehend eigenständige Splittergruppen der Bruderschaft existieren in Chicago und im Bereich der ehemaligen Hauptstadt Washington, D.C. Diese vertreten zum Teil abweichende Positionen im Vergleich zur kalifornischen Gruppierung. So ist die D.C.-Splittergruppe zwar ebenso restriktiv bei der Geheimhaltung ihres technologischen Wissens, ist sich jedoch auch ihrer humanitären Verantwortung und Vorbildfunktion bewusst und offen für Rekruten aus dem umliegenden Ödland der Hauptstadt. Die Bruderschaft des mittleren Westens bei Chicago nimmt – teilweise als Resultat eines verlustreichen lokalen Krieges – auch Mutanten in ihren Reihen auf.

#### Enklave (Fallout 2, Fallout New Vegas, Fallout 3, Fallout 4 und Fallout 76)

Emblem der Enklave

Die Enklave ging aus der ehemaligen US-Regierung und mächtigen Industriellen hervor und sieht sich als legitimer Nachfolger der Vereinigten Kanadisch-Amerikanischen Staaten. Als solche bemüht sie sich, die Kontrolle über das Terrain der Vereinigten Staaten und Kanadas zurückzuerobern. Auf sie geht auch die Entstehung der Vaults zurück, welche nur offiziell das Überleben der Menschheit sichern sollten, insgeheim jedoch Experimenten an Menschen dienten, wie sich der beschränkte Raum, die völlige Isolation von der Außenwelt und einzelne von Vault zu Vault unterschiedliche, zum Teil extreme Bedingungen auf deren Verhalten auswirken. Die Menschen der Enklave sind weitestgehend frei von Mutationen und betrachten alle Nicht-Enklavler als Mutanten. Kulturell und gesellschaftlich hat sich die Enklave seit dem Großen Krieg nicht im Geringsten weiterentwickelt. Mutanten gelten in ihrer rassistischen Ideologie als nicht lebenswerte Wesen und werden wenn überhaupt maximal als Sklaven geduldet. Entsprechend brutal ist ihr Vorgehen bei der Ausweitung ihres Einflusses. Die Enklave ist ferner mehr oder weniger die einzige Organisation, welche über noch fortschrittlichere Technologien verfügt als die Bruderschaft, was sich unter anderem darin zeigt, dass die Enklave auch nach dem Krieg noch neue Modelle der „Powerrüstung“ entwickeln konnte, während die Bruderschaft ausschließlich auf Vorkriegsmodelle Zugriff hat. Ihr Hauptquartier und Sitz ihres Präsidenten ist bis zu ihrer Zerstörung im Jahr 2242 durch den Protagonisten in Fallout 2 eine Ölbohrinsel, etwa 200 Meilen westlich der amerikanischen Westküste gelegen, welche der Enklave auch die Verwendung fossiler Brennstoffe ermöglicht. Mit dem Verlust der Bohrinsel, und damit des größten Teils ihrer Streitkräfte und Mitglieder, mussten die Überreste der Enklave an der Westküste auch ihren Plan, mithilfe einer modifizierten Version des FE-Virus sämtliche mutierten Lebensformen im Ödland auszulöschen, aufgeben, und wurden im Anschluss größtenteils von der Stählernen Bruderschaft und der RNK vernichtend geschlagen. Einige Angehörige der Enklave versuchten später, sich in die RNK zu integrieren, die meisten wurden allerdings auch dabei entdeckt und verfolgt, sodass die Enklave an der Westküste seitdem faktisch ausgelöscht ist. Weitere Außenposten existieren an der amerikanischen Ostküste sowie in Chicago. Tritt sie in Erscheinung, agiert sie fast immer als der primäre Antagonist des Spielers.

#### Republik Neu-Kalifornien (Fallout 1, Fallout 2, Fallout New Vegas)

Flagge der RNK

Die Republik Neu-Kalifornien (RNK) wurde nach den Ereignissen des ersten Fallout-Titels im Jahr 2189 gegründet. Sie ist bislang die einzige mit einem Staat vergleichbare Organisation in der Fallout-Welt, während die anderen größeren Gruppierungen eher den Charakter militärischer Verbände oder Clans besitzen. Die RNK ging aus einem politischen Bündnis zwischen der von Bewohnern des Vault 15 gegründeten Siedlung Shady Sands und vier weiterer Städte hervor. Sie hat sich weithin den ursprünglichen politischen Idealen der Vereinigten Staaten verschrieben, mit Gewaltenteilung und einer demokratisch gewählten Regierung. In der RNK gibt es keine rechtliche Unterscheidung zwischen Menschen und Mutanten. In der Regierungszeit des dritten Präsidenten Aaron Kimball bemühte auch sie sich zunehmend um eine Ausweitung ihres Einflussbereiches. Ihre Vorgehensweise trug dabei mitunter ebenfalls imperialistische Züge. Des Weiteren wird ihren Bürgern, Soldaten und Politikern oft vorgeworfen, sich auf Kosten anderer zu bereichern.
Das Territorium der RNK weist eine vergleichsweise hohe Bevölkerungsdichte auf und der Staat besitzt eines der größten stehenden und organisierten Heere im Ödland, welches sich aus Wehrpflichtigen und Freiwilligen zusammensetzt. Durch die eingeschränkten Fertigungskapazitäten gibt es bei der Bewaffnung und Ausrüstung enorme Unterschiede. Normale Soldaten verfügen über ein „Dienstgewehr“ und gewöhnliche Uniformen, während Sturmsoldaten und die Elitetruppen, „Ranger“ genannt, besser ausgerüstet sind. Mit dem „Ranger Einigungsvertrag“ im Jahre 2271 wurden die unabhängigen Wüstenranger, nachdem sie in den Konflikt mit Caesar’s Legion geraten sind, als Rangerveteranen in die Streitkräfte der RNK integriert. Ein Großteil der technischen Ausrüstung der RNK stammt aus Bergungsgut und alten Vaults, wobei die RNK ständig auf der Suche nach neuer Ausrüstung, Bauplänen und Ersatzteilen ist.

#### Die Kinder des Atoms (Fallout 3, Fallout 4)

Flagge der Kirche der Kinder des Atoms

Die Kinder des Atoms sind eine religiöse Sekte, die im gesamten Ödland präsent ist und weitestgehend friedlich agiert. Ihre Mitglieder beten alles an, was mit Radioaktivität zu tun hat, vor allem die nicht explodierte Atombombe im Zentrum der Siedlung Megaton. Allgemein sehen sie die Spaltung von Atomen als Schaffung neuer Universen und somit als einen göttlichen Akt an. In ihrem Fanatismus gibt es Sektenmitglieder, die sich offen radioaktiver Strahlung aussetzen und dadurch teilweise eine Toleranz dagegen entwickelt haben.

#### Raider (alle Fallout-Teile)
Hierbei handelt es sich um eine Sammelbezeichnung und keine überregional organisierte Gruppierung. Gemeinhin werden unter diesem Begriff alle räuberischen Diebesbanden und Gewaltverbrecher – wie die Vipern, die Unholde, die Großkhane, Schakale oder auch Blutadler – des Ödlandes bezeichnet. Als solche stellen sie durch ihre hohe Anzahl für die Bewohner des Ödlandes eine große alltägliche Bedrohung dar. Sie überfallen friedliche Ortschaften oder Reisende und schrecken auch nicht vor Mord und Folter zurück was sie unberechenbar und Gefährlich macht.

#### Mr. House (Fallout New Vegas)
Der mysteriöse Robert House alias Mr. House ist zwar keine Fraktion im eigentlichen Sinne, verfügt jedoch über beachtliche finanzielle Mittel und genügend Macht, was ihn vielen anderen Gruppierungen ebenbürtig macht. Als Gründer der Firma RobCo. Industries war er für die Entwicklung von Robotern wie Mr. Handy oder den Sekuritrons verantwortlich. Er ist der alleinige Herrscher über New Vegas und kontrolliert den Strip und seine Familien. Dem vom Spieler gesteuerten Kurier kann er optional als Verbündeter dienen. Mister House kontrolliert in Las Vegas die Securitrons.

#### Supermutanten (alle Fallout-Teile)
Die Supermutanten bildeten einst die größte Armee an der Westküste und sind Menschen, welche durch den „Meister“ mithilfe des „Forced Evolutionary Virus“ (FEV) in Mutanten verwandelt wurden. Der „Meister“, welcher zuvor den Namen Richard Grey trug, entdeckte das FEV, welches bereits vor dem Krieg von der US-Regierung erforscht wurde, einige Jahrzehnte nach Ende des Krieges und fasste den Plan, durch die Verwandlung aller Menschen in Supermutanten eine einzige Rasse zu erschaffen und sie durch die daraus resultierende absolute Gleichheit aller Individuen zu vereinigen, um auf diese Art jegliche Konflikte, welche nicht zuletzt im Großen Krieg gipfelten, für immer auszuschließen. Außerdem sollten die Supermutanten aufgrund ihrer körperlichen Überlegenheit gegenüber Menschen (so sind sie nicht nur bedeutend größer und stärker, sondern auch immun gegen Krankheiten und Strahlung) besser in der Lage sein, mit den Gefahren des postnuklearen Ödlandes umzugehen, was allerdings in den meisten Fällen mit einem erheblichen Intelligenzverlust einherging, sodass die meisten Supermutanten eher von geringerer Intelligenz sind. Da das FEV bei Ödlandbewohnern, welche der Strahlung schon länger ausgesetzt waren, keine Wirkung zeigte, war der Meister darauf angewiesen, mutationsfreie Menschen aus den Vaults zu verwenden. Dem Vorhaben wurden allerdings zwei wesentliche Faktoren zum Verhängnis: Das Eingreifen des Vaultbewohners in Fallout 1, dem es gelang, die Produktionsstätte der Mutanten in der Mariposa-Militärbasis zu zerstören und den Meister zu vernichten; und die Tatsache, dass sämtliche Supermutanten komplett steril sind und demnach keine Nachkommen zeugen können, was ihre Rasse zum Aussterben verdammt hätte, sobald keine Menschen mehr übrig gewesen wären. Nach dem Ende des Meisters zerfiel die Mutantenarmee und zerstreute sich in alle Winde, einige von ihnen wurden von der Stählernen Bruderschaft und der RNK ausgelöscht. Seitdem ziehen die Supermutanten meist in kleineren Gruppen im Ödland umher oder lassen sich an verschiedenen Orten nieder, oft weit weg von den Menschen, welche sie in der Regel meiden. Eine weitere Mutantenarmee existiert unabhängig von der Armee des Meisters an der Ostküste und ist das Ergebnis eines Experiments, welches die US-Regierung in Vault 87 mit dem Ziel durchführte, Supersoldaten zu erschaffen. Die Supermutanten sind in einigen Titeln ebenfalls Antagonisten des Spielers, besonders in Fallout 1 und Fallout 3. Supermutanten haben aufgrund ihrer Kraft in der Regel eine Vorliebe für schwere und schwerste Waffen wie Plasmakanonen und Miniguns, was sie extrem gefährlich macht. Allerdings stellen sie keine Waffen selbst her und bedienen sich aus dem, was sie finden. Eine Unterart der Supermutanten aus der Armee des Meisters ist das sogenannte „Nachtvolk“, dessen Angehörige eine blaue Haut sowie eine noch größere Scheu vor Menschen besitzen. Um dieser beizukommen, macht das Nachtvolk exzessiven Gebrauch von sogenannten „Stealth Boys“, um sich zu tarnen, diese verursachen allerdings als Nebenwirkung bei Supermutanten eine ausgeprägte Schizophrenie, welche das Nachtvolk nochmal um einiges gefährlicher macht als andere Supermutanten. Eine Siedlung mit nicht von Haus aus gegenüber Menschen feindlich gesinnten Supermutanten lässt sich in Jacobstown, westlich von New Vegas, finden.

#### Anhänger der Apokalypse

Symbol der Anhänger der Apokalypse

Die Anhänger der Apokalypse sind ein säkularer und humanistischer Verband, vorwiegend bestehend aus Ärzten und Wissenschaftlern, welche sich der Aufgabe verschrieben haben, den Menschen im Ödland allgemeinen Zugang zu Wissen zu ermöglichen sowie humanitäre Hilfe zu leisten. Ihre Wurzeln in Dayglow, dem früheren San Diego liegend, entwickelten sich die Anhänger nach der Vernichtung des Meisters zu einer der einflussreichsten Fraktionen in der neu gegründeten RNK. Die Anhänger operieren vorwiegend im Kerngebiet der RNK sowie deren Außenbezirken, auch unterhalten sie in Freeside bei New Vegas einen Außenposten. Auch an gewissen Technologien bekunden sie Interesse, im Gegensatz zur streng isolationistischen Stählernen Bruderschaft wollen sie diese jedoch für das Gemeinwohl einsetzen, weshalb sie gewisse Vorbehalte gegen die Bruderschaft hegen. Auch ziehen die Anhänger der Apokalypse wesentliche Lehren aus dem Großen Krieg und vertreten daher, mit wenigen moderaten Ausnahmen, eine streng pazifistische Haltung und lehnen militärische Handlungen und gewalttätige Auseinandersetzungen jeder Art ab, weshalb sie auch gewissen Befehlshabern in der RNK ein Dorn im Auge sind.

#### Caesar’s Legion (Fallout New Vegas)
Die Legion ist eine autokratische, reaktionäre und totalitäre Gesellschaft, welche im Jahr 2247 von Edward Sallow, zu dem Zeitpunkt Anhänger der Apokalypse, und dem Neu-Kanaaniter Joshua Graham gegründet wurde. Sallow diente bei der Gründung das Römische Imperium als Inspiration, da er in jungen Jahren Bücher über jenes gefunden und studiert hatte. Nachdem er vom Stamm der Schwarzfüße entführt wurde, nutzte er sein Wissen über das antike Rom, um den Stamm neu zu organisieren und ihm bei der Unterwerfung seiner Feinde zu helfen, womit der Grundstein für die Legion gelegt war. Da im Fallout-Universum nur die wenigsten Bewohner des Ödlands Kenntnisse über die Vergangenheit besitzen und die meisten zudem Analphabeten sind, hatte Caesar (während im Deutschen alle Personen sowie im Englischen Außenstehende die englische Aussprache [ˌsiːzər] verwenden, benutzen in der englischen Version Angehörige der Legion die lateinische Aussprache [ˈkae̯.sar]), wie er sich nun nannte, durch sein Wissen, seine Skrupellosigkeit und seine Führungsstärke keine Schwierigkeiten mit dem Aufbau seiner Legion. Durch die Eroberung und Integration über 80 verschiedener Stämme gelang es der Legion, immer weiter zu wachsen und ihre Macht östlich des Colorado River, hauptsächlich im früheren Arizona, auszubauen, während sie unkooperative Stämme auslöschte. Der Aufbau und die Vorgehensweise der Legion sind stark am Vorbild der Kaiserlich Römischen Legion orientiert: Die Legion ist streng hierarchisch und patriarchisch organisiert, während Jungen von klein auf zu Legionären herangezogen werden, gelten Mädchen und Frauen als Eigentum der Männer. Im Wesentlichen fußt die Legion auf Sklaverei, die Grundlage ihrer Ordnung bildet das Recht des Stärkeren. Vor allem ihre höherrangigen Mitglieder bedienen sich gern lateinischer Floskeln. Zum Vergnügen der Legionäre werden Gladiatorenkämpfe, hauptsächlich mit Sklaven und Kriegsgefangenen, ausgetragen; ungehorsame Sklaven sowie besiegte Gegner werden von der Legion zudem oftmals an – meist improvisierten – Kreuzen hingerichtet. Die Legion verabscheut zudem sämtliche Suchtmittel, welche sie unter anderem als Ursache für Schwäche ansieht, weshalb die Herstellung, Verbreitung und der Konsum von Alkohol, Drogen und auch chemischen Medikamenten strengstens verboten sind. Anders als andere Organisationen ist die Legion nicht vorrangig an modernsten Technologien interessiert, Legionäre werden bevorzugt im Nahkampf geschult, und ihre Rüstungen entsprechen eher denen ihrer römischen Vorbilder. Stattdessen setzt die Legion im Krieg mit der RNK, in welchem sie mit ihren üblichen Methoden aufgrund der Größe ihres Gegners keinen Erfolg hätte, vor allem auf eine Guerilla-Kriegsführung: Sie schleust Spione und Saboteure in die RNK ein, verübt Terroranschläge, korrumpiert lokale Machthaber, und in kleinen Gruppen überfällt die Legion vorzugsweise Siedlungen und Flüchtlingslager ohne nennenswerten militärischen Schutz, um sich weitere Sklaven zu besorgen.

#### Das Institut (Fallout 3, Fallout 4)

Symbol des Instituts

Das mysteriöse Institut ist Legende, Boogeyman, leuchtende Hoffnung der Menschheit und der Teufel höchstpersönlich, je nachdem, wen man gerade fragt. Es entstand 2110 aus den Überresten des Commonwealth Institute of Technology in Cambridge, Massachusetts. Hinter den Kulissen agierend und im Untergrund unerreichbar, gilt es als Hort hochentwickelter Technologie, aber auch als intrigant und skrupellos. Gefürchtet ist es für seine Fähigkeit, von Menschen nicht zu unterscheidende Androiden, so genannte „Synths“, herzustellen. Das Institut ist vor allem im Bereich des zerstörten Boston aktiv und forscht an Möglichkeiten, die Schäden des Großen Krieges rückgängig zu machen und die Menschheit in eine bessere Zukunft zu führen. Seine berechnenden, teils kalt-logischen Methoden und gezielte Sabotage haben jedoch seinen Ruf an der Oberfläche zerstört. Das Institut ist in Fallout 4 eine der großen Parteien und je nach Entscheidung des Spielers entweder Alliierter oder Antagonist.

#### Minutemen (Fallout 4)
Diese Bürgerwehr-ähnliche Fraktion schloss sich nach dem Vorbild der namensgebenden und im Rahmen der amerikanischen Revolution agierenden gleichnamigen Gruppe im Großraum Boston zusammen. Ihre Mitglieder, die kleidungstechnisch an Cowboys erinnern, sehen sich als Sheriffs, welche Siedlungen und Camps vor den Überfällen feindlich gesinnter Banden schützen wollen.

#### Railroad (Fallout 3, Fallout 4)
Die Railroad ist ein im Geheimen operierendes Untergrund-Netzwerk, das sich an den Taten der Underground Railroad orientiert, welche in den Südstaaten der USA des 18. und 19. Jahrhunderts schwarze Sklaven bei ihrer Flucht unterstützte. Das Netzwerk dient als direkter Antagonist zum Institut und hat es sich zur Aufgabe gemacht, Synths aus dessen Fängen zu befreien und beim Aufbau einer sicheren Scheinidentität zu unterstützen.

## Hauptserie

### Fallout

Logo von Fallout

Der namensgebende erste Titel der Serie wurde am 10. Oktober 1997 von Interplay Entertainment für DOS, Windows und den Mac veröffentlicht. Die Handlung des Spiels ist in Südkalifornien im Jahre 2161 angesiedelt. Nach dem Ausfall eines Steuerchips für die Wasseraufbereitung verlässt der Spielercharakter den seit dem Atomkrieg 2077 von der Außenwelt hermetisch abgeriegelten Bunker Vault 13, um einen Ersatzchip für die Anlage zu finden. Er betritt erstmals die stark verwüstete Oberfläche der amerikanischen Westküste. Im Verlauf seiner Suche gerät er ins Visier des ominösen „Meisters“ und seiner Mutantenarmee. Um seine Vault zu retten, muss der Spielercharakter nun den Kampf aufnehmen und den Meister besiegen.
Fallout war nach Wasteland das zweite postapokalyptische Rollenspiel der Firma. Es erhielt zahlreiche positive Kritiken und Auszeichnungen. Bereits ein Jahr später erschien mit Fallout 2 ein unmittelbarer Nachfolger.

### Fallout 2
Nur ein Jahr nach Erscheinen von Fallout erschien am 30. September 1998 bereits der direkte Nachfolger Fallout 2. Er wurde ebenfalls von der mittlerweile in Black Isle Studios benannten Rollenspielabteilung von Interplay für Windows und Macintosh entwickelt. Die Handlung spielt zeitlich 80 Jahre nach dem ersten Teil, im Jahre 2241. Der Spieler steuert „den Auserwählten“, einen Nachfahren der Spielfigur des ersten Teils. Im Auftrag der Ältesten des Dorfes Arroyo muss der Spieler in Vault 13 ein G.E.E.K (Garten Eden Erstellungs Kit) finden, um die Bewohner vor den Folgen einer katastrophalen Dürre zu retten. Im weiteren Spielverlauf kommt es außerdem zu Auseinandersetzungen mit der Enklave, die sich als legitime Nachfolge der US-Regierung sieht und alle Mutanten auslöschen will.
Nach dem Ausscheiden von Timothy Cain, Leonard Boyarsky und Jason D. Anderson wenige Monate nach Entwicklungsbeginn oblag die Projektleitung einem komplett neuen Entwicklerteam um Black-Isle-Studiochef Feargus Urquhart und Lead Designer Matt Norton. Die technische Grundlage wurde weitestgehend beibehalten und nur geringfügig modifiziert. Der Umfang des Spiels wurde hingegen erheblich ausgeweitet und viele neue Waffen und Items hinzugefügt. Wie sein Vorgänger erhielt Fallout 2 positive, wenngleich etwas niedrigere Wertungen. Bei Veröffentlichung litt das Spiel vor allem unter zahlreichen Programmfehlern, die in Folge durch mehrere Patches behoben werden mussten.

### Fallout 3

Logo von Fallout 3

Ein dritter Teil der Fallout-Serie wurde bereits von Interplay angekündigt. Am 22. Dezember 2003 löste das finanziell stark angeschlagene Unternehmen jedoch das Entwicklerteam Black Isle Studios vor Fertigstellung des Spiels auf. Das Projekt, das den Arbeitstitel Van Buren trug, wurde daher nie fertiggestellt.
2004 konnte sich Bethesda Softworks (u. a. The Elder Scrolls) von Interplay die Rechte für die Entwicklung eines dritten Fallout-Teils sichern. Bethesda griff allerdings nicht auf das Konzept von Van Buren zurück, sondern entwickelte einen von Grund auf neuen dritten Teil. Im April 2007 erwarb Bethesda sämtliche Namensrechte an Fallout, Interplay behielt sich lediglich das Recht auf die Entwicklung einer MMORPG-Umsetzung. Die Handlung wurde an die Ostküste verlagert, ins Gebiet der zerstörten US-Hauptstadt. Hier tobt ein blutiger Konflikt zwischen der Stählernen Bruderschaft der Ostküste, den Supermutanten des Ödlands und später als dritter Partei der Enklave des Ostens. Der Spieler selbst versucht in diesem Durcheinander, seinen Vater zu finden und wird dabei immer tiefer in den Konflikt hineingezogen.
Das Spielprinzip von Fallout 3 wurde von Bethesda Softworks umgestaltet, um es nach Ansicht der Entwickler der Firma zeitgemäßer zu machen. Zum Beispiel wurde die zweidimensionale isometrische Ansicht durch eine dreidimensionale Ego-Perspektive ersetzt. Zudem kann der Spieler erstmals die Kämpfe in Echtzeit bestreiten.

### Fallout: New Vegas

Logo von Fallout: New Vegas

Fallout: New Vegas wurde am 20. April 2009 von Bethesda Softworks auf einer Pressekonferenz in London angekündigt. Das Spiel erschien in den USA am 19. und in Europa am 22. Oktober 2010 für Windows, die Xbox 360 und die PlayStation 3. Die Handlung spielt im ehemaligen Las Vegas, das nach dem Krieg New Vegas genannt wird. Anders als in den vorangegangenen Teilen der Fallout-Reihe ist die Handlung also weder an der Westküste (Fallout 1 und 2) noch an der Ostküste (Fallout 3) der Vereinigten Staaten angesiedelt, sondern im Südwesten. Hier kämpft die RNK in einem verlustreichen Krieg gegen Caesar’s Legion, einem nach römischem Vorbild organisierten Clan, der das Gebiet des ehemaligen Arizona kontrolliert, um den Hoover-Staudamm, welcher als Hauptenergiequelle der Schlüssel zur Vorherrschaft in der Gegend ist, während der mysteriöse Mr. House New Vegas kontrolliert und seine Macht erhalten will. Zusätzlich gibt es innerhalb der Bevölkerung von New Vegas Bestrebungen, die Stadt und somit auch das Mojave-Ödland komplett unabhängig von allen drei Parteien werden zu lassen. Der Spieler ist hier ein Kurier, welcher einen mysteriösen Platinchip zum Strip von New Vegas liefern sollte, dabei aber von Benny, einem Oberhaupt der Strip-Familien, abgefangen und beinahe erschossen wird. Auf der Suche nach Benny und dem Chip gerät der Kurier immer mehr in den Konflikt um die Vorherrschaft am Staudamm und in New Vegas und muss schließlich entscheiden, welche Partei er bei ihren Vorhaben unterstützt.
Das von Obsidian Entertainment entwickelte Spiel ist ein eigenständiger Ableger der Reihe, nutzt jedoch dieselbe technische Grundlage wie Fallout 3. Viele Entwickler bei Obsidian Entertainment waren zuvor Angestellte der Black Isle Studios und teilweise an der Entwicklung des Projektes Van Buren (Fallout 3) für Interplay beteiligt. Einige Elemente dieses nie veröffentlichten Titels wurden in New Vegas umgesetzt, insbesondere in der dritten Downloaderweiterung Old World Blues.

### Fallout 4

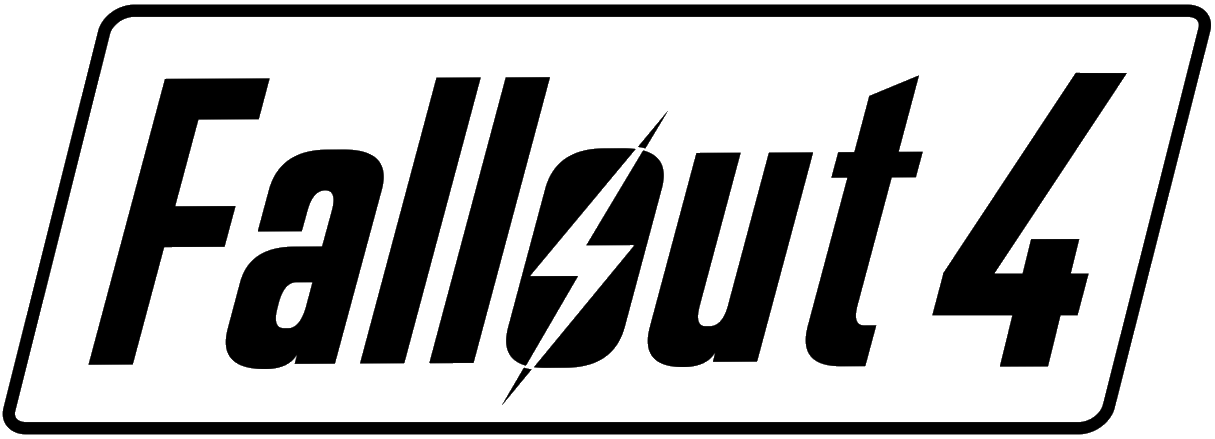
Logo von Fallout 4

Der vierte Teil wurde von Bethesda am 3. Juni 2015 offiziell angekündigt und erschien am 10. November 2015 für Windows, Xbox One und PlayStation 4. Das Spiel basiert auf einer verbesserten Version der Creation Engine. Erstmals in der Serie bietet Fallout 4 die Möglichkeit, einen Charakter zu spielen, der auch sprechen kann. Dieser kann serientypisch männlich oder weiblich sein. Fallout 4 erzählt die Geschichte vom ersten Tag des Atomschlags im Jahr 2077 und dem Einzug in den Vault-Bunker sowie, 210 Jahre später, als der Charakter den Vault wieder verlässt und das verwüstete Boston erkundet, um seinen/ihren Sohn zu finden. Dabei wird er/sie in einen Konflikt zwischen der reformierten Stählernen Bruderschaft, dem mysteriösen Institut und der Railroad hineingezogen. Ab 2016 bietet Bethesda auf den Konsolen die Möglichkeit, für den PC erstellte Mods zu verwenden.

## Spin-offs

### Fallout Tactics: Brotherhood of Steel
Mit Fallout Tactics, entwickelt von MicroForte und vertrieben von Interplay, wurde das Fallout-Universum um ein Taktik-Rollenspiel erweitert. In diesem Spiel führt man im Gebiet von Chicago als Truppführer der Bruderschaft des mittleren Westens eine Gruppe, die anfangs nur aus Menschen besteht, später auch aus Mutanten, Todeskrallen (reptilienartige Fantasiegeschöpfe), Ghulen sowie Kampfrobotern durch verschiedene Missionen gegen immer gefährlichere Gegner. Neu ist hierbei die Möglichkeit, in einen Echtzeitmodus umzuschalten, außerdem kann man das Spiel über Gamespy 3D im Multiplayermodus spielen.
Die Waffen entwickeln sich mit der steigenden Schwierigkeit von den Nahkampfwaffen und ersten Fernkampfwaffen der ersten Missionen zu ersten Gewehren, später schweren Waffen wie Panzerfäusten, Kleingeschützen, dann Energiewaffen auf Laser- und Plasmabasis und schließlich Gausswaffen. Entsprechend entwickeln sich die Gegner und die Kämpfe mit ihnen von den ersten Treffen, bei denen fast jeder Schuss ins Leere geht, zu Kämpfen, bei denen wirklich jeder Schuss trifft. Wie schon in vorausgegangenen Versionen wurden zahlreiche Animationen für den deutschen Markt geschnitten.
Die Charaktere können hierbei stetig weiterentwickelt und spezialisiert werden, bis man am Ende des Spiels eine Gruppe aus (normalerweise) sechs Spezialisten hat.

### Fallout: Brotherhood of Steel

Logo von Fallout: Brotherhood of Steel

Bei diesem Konsolenableger der Serie handelt es sich um ein sehr geradliniges Action-RPG auf der Technik der Dark-Alliance-Titel, die ebenfalls von Interplay vertrieben wurden. Der Spieler hat hierbei die Wahl zwischen drei Rekruten der Stählernen Bruderschaft und macht sich mit diesem Alter Ego auf die Suche nach einigen vermissten Ordensbrüdern. Fortan kämpft sich der Spieler durch große Gegnerscharen, um so Erfahrungspunkte und Ausrüstung zu erlangen und zu verbessern.
Das Spiel wurde äußerst zwiespältig aufgenommen. Gerade aufgrund der starken Ähnlichkeit zu Baldur’s Gate: Dark Alliance und fehlender eigener Ideen blieben die Bewertungen der Fachpresse eher zurückhaltend (Durchschnittswertung PS2-Version auf Metacritic: 64 von 100). In der Fallout-Fangemeinde konnte das Spiel kaum Anklang finden. Es handelte sich nach Meinung der Kritiker um ein eher oberflächliches Machwerk, das wenig von den Hintergründen der Fallout-Welt preisgibt. Auch das Charaktersystem hat keine Gemeinsamkeiten mehr mit dem für Fallout typischen S.P.E.C.I.A.L.-System, sondern wurde stark vereinfacht und auf ein rein kampforientiertes Spiel abgerichtet. Da Interplay zur selben Zeit der Ankündigung von Brotherhood of Steel (BoS) das eigentliche Fallout-Projekt Van Buren einstellte, wurde Interplay u. a. die Ausschlachtung des Markennamens zur Sanierung der eigenen Finanzen vorgeworfen. Interplay hatte zu dieser Zeit bereits seit längerem große finanzielle Schwierigkeiten, war zwischenzeitlich vom französischen Softwarekonzern Titus Interactive aufgekauft und geriet unter dessen finanziellen Problemen ebenfalls immer stärker ins Straucheln. BoS stellte tatsächlich mit Dark Alliance II die letzte Veröffentlichung Interplays vor Anmeldung des Insolvenzverfahrens dar. Ein bereits geplanter Nachfolger wurde dadurch wieder eingestellt.

### Fallout Online

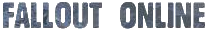
Logo von Fallout Online

Project V13 (Project Vault 13) war der Arbeitstitel eines im Fallout-Universum angesiedelten Massively Multiplayer Online Role-Playing Game (MMORPG) von Interplay Entertainment und den Masthead Studios, welches sich bis Ende Januar 2012 in der Entwicklung befand. Es sollte dieselbe Engine verwenden, welche auch bei dem Online-Rollenspiel Earthrise zum Einsatz kam, das ebenfalls von Masthead Studios entwickelt wurde. Jason Anderson und Christopher Taylor (nicht zu verwechseln mit dem Spieleentwickler Chris Taylor von Gas Powered Games), die schon an Fallout mitgewirkt hatten, arbeiteten mit an dem Projekt. Auf der E3 2010 wurde der Titel als Fallout Online angekündigt. 2012 sollte eine offene Beta starten. Im Januar 2012 einigte sich Interplay nach langem Rechtsstreit außergerichtlich mit Markenrechtsinhaber Bethesda auf die Rückgabe der MMO-Lizenzrechte gegen eine Zahlung von zwei Millionen US-Dollar an Interplay. Die Masthead Studios wurden darauf von Bethesda angewiesen, sämtliche Entwicklungsarbeiten einzustellen.

### Fallout Shelter

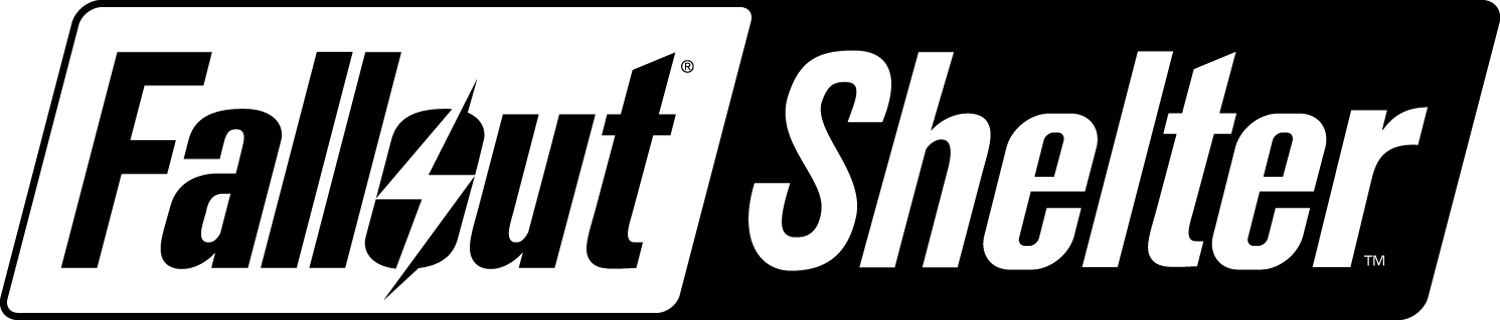
Logo von Fallout Shelter

Fallout Shelter ist ein Simulationsspiel von den Bethesda Game Studios für iOS (erschienen am 14. Juni 2015), Android (erschienen am 13. August 2015), Windows (erschienen am 14. Juli 2016) sowie PlayStation 4 und Nintendo Switch (erschienen am 11. Juni 2018). Der Spieler übernimmt dabei die Rolle eines Aufsehers (Overseer) und muss einen Vault (aus)bauen und mitsamt seiner Bewohner managen. Das Spiel ist free-to-play und diente der Werbung für Fallout 4.

### Fallout 76

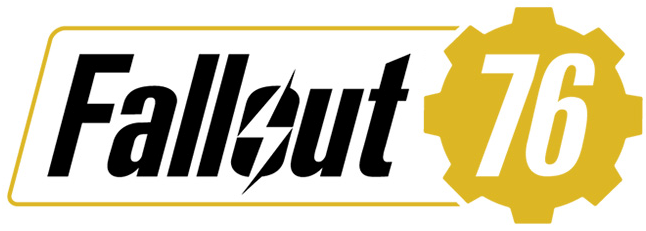
Logo von Fallout 76

Fallout 76 erschien am 14. November 2018 für Windows, PlayStation 4 und Xbox One. Das Spiel ist der erste Online-Multiplayer-Titel der Reihe. Die Handlung spielt in West Virginia und greift zahlreiche Figuren und Begebenheiten der regionalen Folklore auf. Ursprünglich enthielt Fallout 76 keine Nicht-Spieler-Charakter. Nach einem enttäuschenden Start und schlechten Rezensionen führte Bethesda diese im April 2020 mit dem „Wastelanders“-Update wieder ein, erweiterte dies dann auch mit Expeditionen nach The Pitt sowie Atlantic City, die jedoch keine eigene großen offenen Welten sind, sondern questbasierende kleinere Bereiche, die aber frei begehbar sind.

## Filmrechte
Bethesda Softworks beantragte den Markenschutz für Fallout auch für die Bereiche Film und Fernsehen, zunächst jedoch ohne Ankündigung konkreter Projekte. 2020 gaben Prime Video und Bethesda bekannt, an einer Fernsehproduktion unter der Beteiligung von Lisa Joy und Jonathan Nolan zu arbeiten. Die im April 2024 bei Prime Video veröffentlichte Serie Fallout erzählt eine eigene Geschichte aus dem Fallout-Universum.